# 김희성 (1974년)
김희성(한국 한자: 金熙星, 1974년 3월 29일 ~ )은 대한민국의 전 축구 선수이며, 포지션은 미드필더였다.